# 王品清
王品清（1930年—），男，黑龙江绥滨人，中华人民共和国政治人物，曾任中华人民共和国对外经济贸易部副部长，国务院关税税则委员会副主任委员。